# Communauté d'agglomération de Pau-Pyrénées
La communauté d'agglomération de Pau-Pyrénées (en abrégé CAPP), est une ancienne communauté d'agglomération française située dans le département des Pyrénées-Atlantiques et la région Nouvelle-Aquitaine. Sa marque déposée était Pau Porte des Pyrénées Communauté d'agglomération.

## Histoire
La communauté d'agglomération de Pau-Pyrénées  a été créée le 2 mars 1999.
Le 1er janvier 2017, elle est remplacée par la communauté d'agglomération de Pau Béarn Pyrénées, issue de la fusion avec deux communautés de communes voisines, la communauté de communes Gave et Coteaux et la communauté de communes du Miey de Béarn.

## Composition
La communauté d'agglomération regroupait 14 communes :
| Nom            | Code Insee | Gentilé          | Superficie (km2) | Population (dernière pop. légale) | Densité (hab./km2) |
| -------------- | ---------- | ---------------- | ---------------- | --------------------------------- | ------------------ |
| Pau (siège)    | 64445      | Palois           | 31,51            | 77 489 (2014)                     | 2 459              |
| Artigueloutan  | 64059      | Artigueloutanais | 8,12             | 1 012 (2014)                      | 125                |
| Billère        | 64129      | Billérois        | 4,57             | 13 336 (2014)                     | 2 918              |
| Bizanos        | 64132      | Bizanosiens      | 4,42             | 4 723 (2014)                      | 1 069              |
| Gan            | 64230      | Gantois          | 39,62            | 5 564 (2014)                      | 140                |
| Gelos          | 64237      | Gelosiens        | 11,03            | 3 540 (2014)                      | 321                |
| Idron          | 64269      | Idronnais        | 7,78             | 4 624 (2014)                      | 594                |
| Jurançon       | 64284      | Jurançonnais     | 18,78            | 7 142 (2014)                      | 380                |
| Lée            | 64329      | Léens            | 2,94             | 1 287 (2014)                      | 438                |
| Lescar         | 64335      | Lescariens       | 26,50            | 9 991 (2014)                      | 377                |
| Lons           | 64348      | Lonsois          | 11,53            | 12 616 (2014)                     | 1 094              |
| Mazères-Lezons | 64373      | Mazérois         | 4,00             | 1 870 (2014)                      | 468                |
| Ousse          | 64439      | Oussois          | 4,46             | 1 645 (2014)                      | 369                |
| Sendets        | 64518      | Sendessois       | 7,73             | 935 (2014)                        | 121                |

## Démographie
| 2011    | 2013    |
| ------- | ------- |
| 146 982 | 145 247 |

## Administration

### Présidence
Elle a connu comme présidents successifs quatre maires de Pau :
| Période                                  | Période          | Identité                 | Étiquette                 | Qualité                                      |
| ---------------------------------------- | ---------------- | ------------------------ | ------------------------- | -------------------------------------------- |
| Les données manquantes sont à compléter. |                  |                          |                           |                                              |
| 1er janvier 2000                         | 16 mai 2006      | André Labarrère          | PS                        | Maire de Pau du 26 mars 1971 au 16 mai 2006  |
| 30 mai 2006                              | 9 avril 2008     | Yves Urieta              | PS puis La Gauche moderne | Maire de Pau du 30 mai 2006 au 21 mars 2008  |
| 9 avril 2008                             | 14 avril 2014    | Martine Lignières-Cassou | PS                        | Maire de Pau du 21 mars 2008 au 4 avril 2014 |
| 14 avril 2014                            | 31 décembre 2016 | François Bayrou          | MoDem                     | Maire de Pau depuis le 4 avril 2014          |

Jean Arriau, maire de Billère et 1er vice-président de la CAPP, a assuré l'intérim du 16 au 30 mai 2006 par suite du décès d'André Labarrère.

### Maires et délégués
| Code INSEE | Commune        | Maire                  | Etiquette | Délégués |
| ---------- | -------------- | ---------------------- | --------- | -------- |
| 64059      | Artigueloutan  | Michèle Laban-Winograd | PS        | 2        |
| 64129      | Billère        | Jean-Yves Lalanne      | PS        | 6        |
| 64132      | Bizanos        | André Arribes          | MoDem     | 3        |
| 64230      | Gan            | Francis Pèes           | DVD       | 4        |
| 64237      | Gelos          | Pascal Mora            |           | 3        |
| 64269      | Idron          | Annie Hild             | UMP       | 2        |
| 64284      | Jurançon       | Michel Bernos          | UDI       | 4        |
| 64329      | Lée            | Gérard Guillaume       |           | 2        |
| 64335      | Lescar         | Christian Laine        | PS        | 4        |
| 64348      | Lons           | Nicolas Patriarche     | UMP       | 6        |
| 64373      | Mazères-Lezons | Monique Sémavoine      | MoDem     | 2        |
| 64439      | Ousse          | Jean-Claude Bouriat    |           | 2        |
| 64445      | Pau            | François Bayrou        | MoDem     | 31       |
| 64518      | Sendets        | Michel Plissonneau     | PS        | 2        |
| Total      | 14 communes    |                        |           | 73       |

### Conseil communautaire

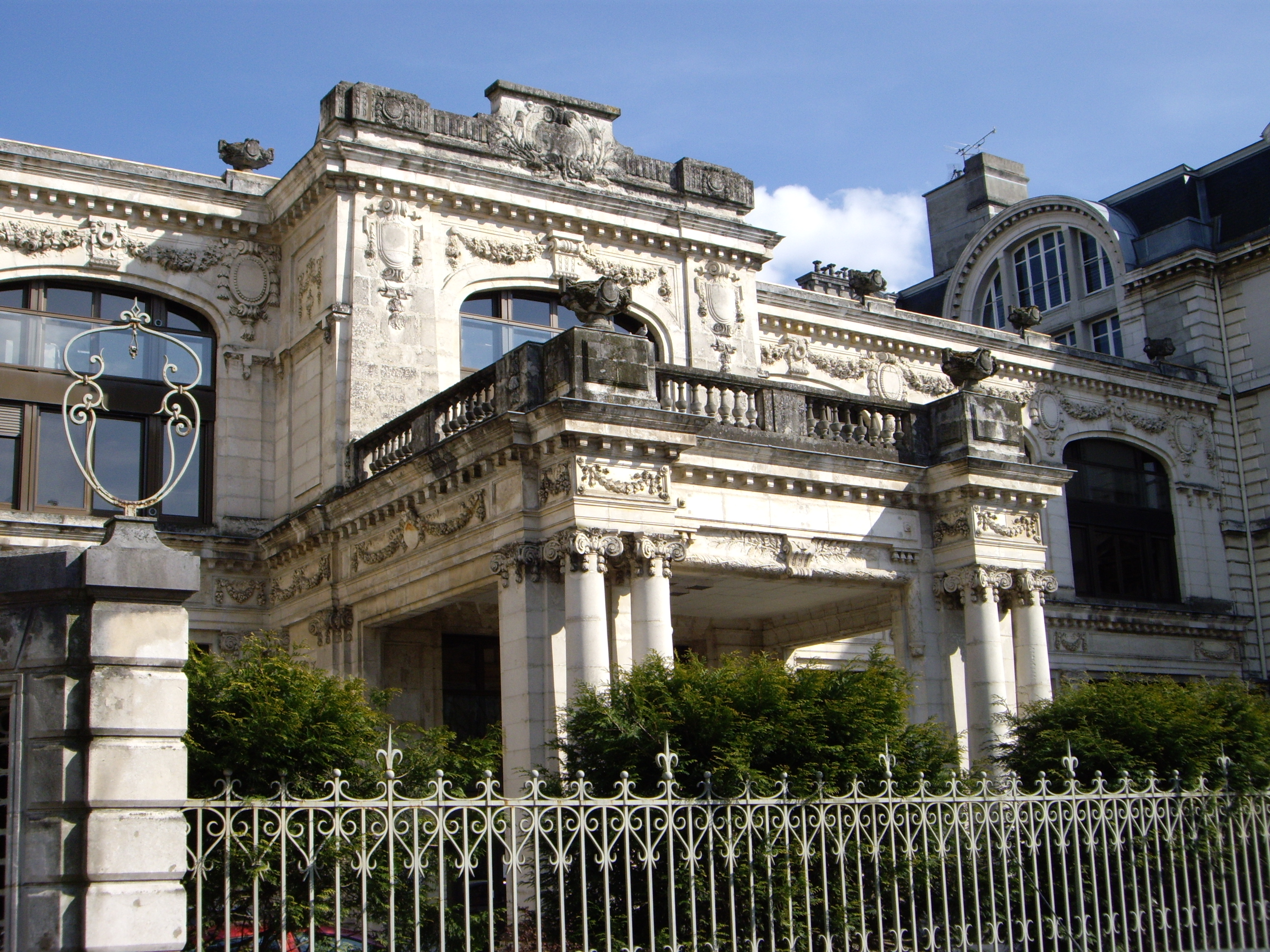
Hôtel de France (siège de la communauté d'agglomération de Pau-Pyrénées).

Le conseil communautaire de la communauté d'agglomération de Pau-Pyrénées était constitué de dix vice-présidents, de quatre membres et de conseillers communautaires.
| Le conseil communautaire de la communauté d'agglomération de Pau-Pyrénées, qui regroupe 14 communes de l'agglomération paloise. |                                                          |
| Président |                                                          |
| Président François Bayrou (maire de Pau et président de la Stap)                                                                |                                                          |
| Vice-Présidents |                                                          |
| 1re vice-présidente Monique Semavoine (maire de Mazères-Lezons)                                                                 | 2e vice-présidente Annie Hild (maire d'Idron)            |
| 3e vice-président Michel Bernos (maire de Jurançon)                                                                             | 4e vice-président Nicolas Patriarche (maire de Lons)     |
| 5e vice-président Francis Pèes (maire de Gan)                                                                                   | 6e vice-président André Arribes (maire de Bizanos)       |
| 7e vice-présidente Michèle Laban Winograd (maire de Artigueloutan)                                                              | 8e vice-président Jean-Yves Lalanne (maire de Billère)   |
| 9e vice-président Christian Laine (maire de Lescar)                                                                             | 10e vice-présidente Pascal Mora (maire de Gelos)         |
| 11e vice-président Jean-Claude Bouriat (maire d'Ousse)                                                                          | 12e vice-président Michel Plissonneau (maire de Sendets) |
| 13e vice-président Gérard Guillaume (maire de Lée)                                                                              |                                                          |

## Compétences
- Développement économique
  - Élaboration d'une politique de développement économique
  - Coordination des actions dans le domaine touristique

- Aménagement de l'espace
  - Élaboration du SCOT
  - Études diverses
  - ZAC, ZAD, lotissements communaux
  - Équipements sportifs, culturels, touristiques et sociaux d'intérêt communautaire

- Habitat et politique de la ville
  - Programme local de l'habitat
  - Politique générale du logement
  - Opérations en faveur du logement des personnes défavorisées
  - Dispositifs contractuels (notamment prévention de la délinquance)

- Environnement
  - Assainissement
  - Collecte et traitement des ordures ménagères
  - Lutte contre la pollution de l'air
  - Lutte contre le bruit
  - Aménagement des berges des rivières

- Voirie
  - Voirie d'agglomération
  - Parcs de stationnement

## Transports urbains

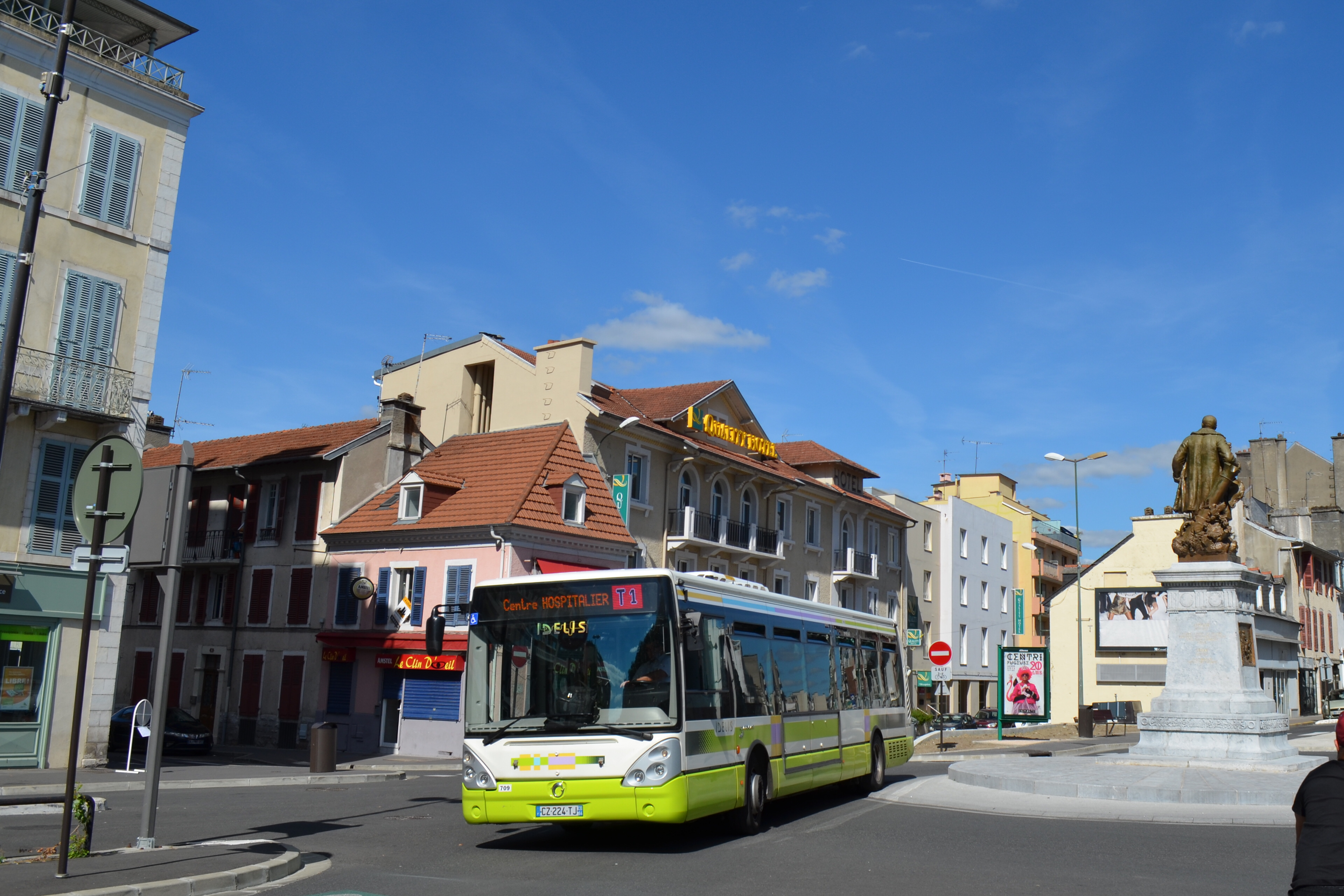
Bus du réseau Idelis

La Société des transports de l'agglomération paloise, également connue sous le sigle Stap, exploite le réseau Idelis qui dessert entre autres les 14 communes de la communauté d'agglomération de Pau-Pyrénées.

## Principales réalisations

### Pau Broadband Country
Pau Broadband Country vise à doter l'agglomération paloise (150 000 habitants) d'un réseau de fibre optique FTTH, technique permettant des débits symétriques compris entre 2 et 100 mégabits.

### Cyber-base

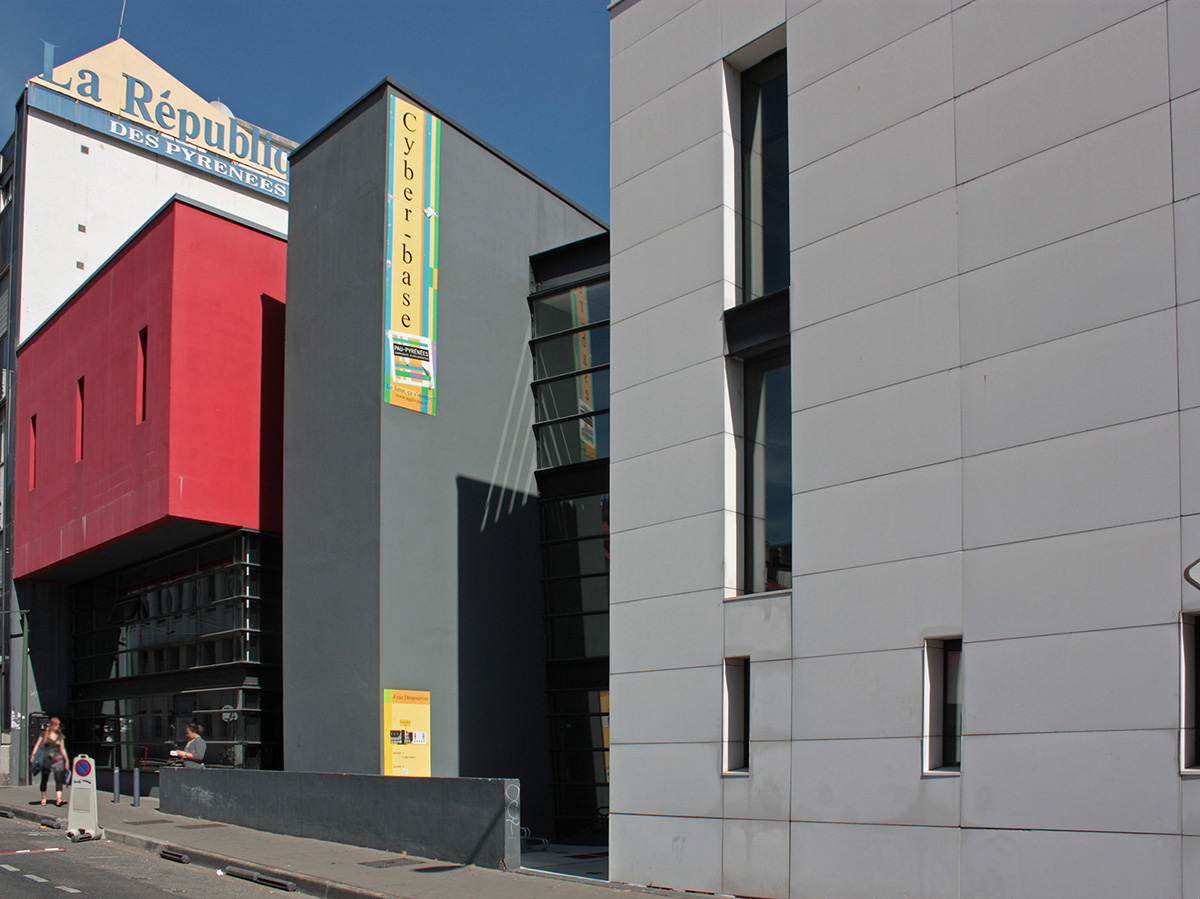
Cyber-Base Pau Pyrénées.

La Cyber-base propose des ateliers d'initiation et de perfectionnement à l'informatique ainsi que des ordinateurs connectés au réseau fibre optique.

### La Porte des Gaves et le stade d'eaux vives

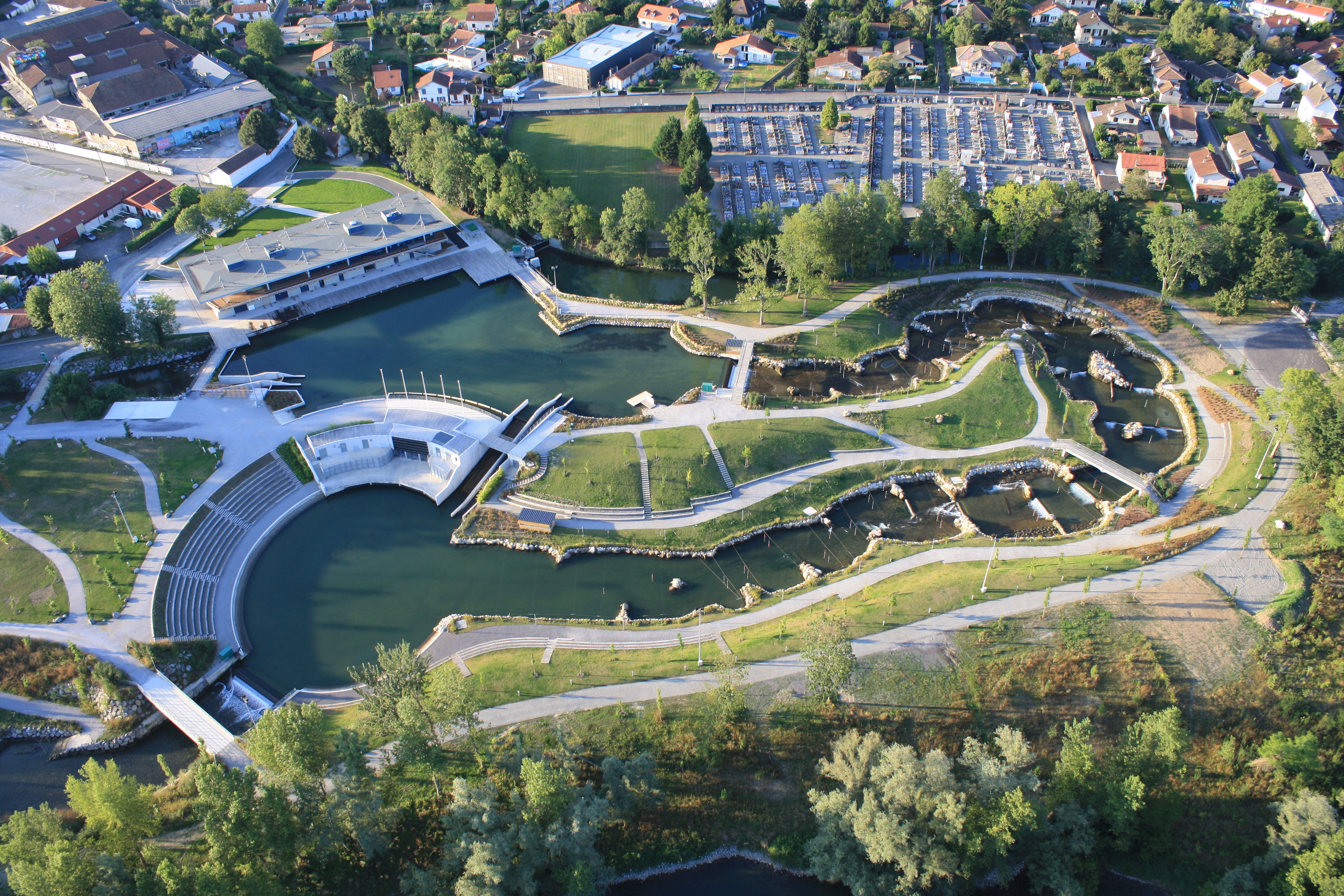
Le stade d'eaux vives Pau Béarn Pyrénées

Dans le quartier de la Porte des Gaves, à la convergence des communes de Pau, Gelos, Bizanos, Marères-Lezons, Jurançon et Billère, le stade d’eaux vives Pau Béarn Pyrénées accueille le pôle élite France.

### Médiathèque intercommunale à dimension régionale
La médiathèque André-Labarrère propose, sur 4 étages, 184 000 documents dont 14000 CD, 7000 DVD et 400 titres de revues.

### Le Bel ordinaire à Billère
Équipement culturel public, le Bel ordinaire met au cœur de ses missions le soutien à la création artistique contemporaine et la coopération culturelle territoriale. L’une des spécificités du projet est de permettre aux structures culturelles, associations, artistes, habitants d’adhérer au projet et ainsi d’être impliqués dans son développement et sa mise en œuvre.

### Cuisines communautaires
Le principe retenu est de regrouper sous la compétence de la communauté d’agglomération à la fois l’achat des denrées, la tarification, la composition des menus, la production centralisée des repas, le transport par véhicules frigorifiques et la remise en température dans des cuisines relais, le service en salle restant du domaine de chaque commune.
Depuis février 2008, on prépare 8 500 repas tous les jours sur le site de Jurançon.

### Gestion des déchets
La communauté d'agglomération de Pau-Pyrénées offre à ses habitants une palette très étendue de solutions pour éliminer leurs déchets tout en permettant leur valorisation et donc la préservation de l’environnement.
- Les ordures ménagères sont majoritairement collectées à domicile, toutefois les fréquences de ramassage varient selon le type d'habitat.
- Les emballages recyclables  sont collectés chaque semaine à domicile si les consignes de tri ont été bien respectées.
- Le verre : à l'exception des habitants du centre-ville de Pau et des zones d'immeubles, chacun doit déposer son verre dans l'un des 200 points verre prévus à cet effet.
- Les déchets compostables sont collectés chaque semaine devant le domicile des usagers dans les zones pavillonnaires uniquement.
- Les encombrants : ce service fonctionne sur rendez-vous. Il concerne uniquement les éléments intransportables. Pour l'électroménager, c'est la communauté Emmaüs qui intervient directement à domicile.
- Les déchèteries  accueillent les autres déchets tout au long de la semaine.

## Label
Prix ECOTOP 2006 qui récompense les collectivités locales et entreprises pour leur démarche environnementale.

## Historique des logos

Ancien logo jusqu'en 2011.
Logo actuel jusqu'à fin 2016.